# David Jensen (Fußballspieler)
David Raagaard Jensen (* 25. März 1992 in Hillerød) ist ein dänischer Fußballtorhüter, der bei Lyngby BK in der dänischen Superliga unter Vertrag steht.

## Karriere
In der Jugend spielte Jensen für den Verein seiner Geburtsstadt, Hillerød GI, von dem aus er zum FC Nordsjælland wechselte. In diesem Verein spielte er erstmals mit 13 Jahren und unterschrieb im Alter von 16 Jahren dort seinen ersten Vertrag. Seit 2014 war er dort Stammtorhüter, nachdem er zuvor mehrmals verliehen worden war.
Im Sommer 2016 wechselte Jensen in die Eredivisie zum FC Utrecht. Er erhielt einen Dreijahresvertrag mit einer Option auf eine Verlängerung für ein weiteres Jahr.
Am 29. Januar 2020 wechselte Jensen zu den New York Red Bulls in die Major League Soccer. Nachdem er in der Saison 2021/22 an KVC Westerlo ausgeliehen war, wechselte Jensen im Sommer 2022 zum türkischen Club Istanbulspor. Im Januar 2024 wechselte er schließlich zu Lyngby BK.
Jensen nahm 2015 mit der dänischen U-21 an der U-21-EM 2015 teil. Bei diesem Turnier erreichte die U-21 das Halbfinale, in dem sie gegen Schweden ausschied. Jensen kam dabei zu keinem Einsatz. Am 2. Juni 2017 wurde Jensen nach einer Verletzung von Kasper Schmeichel mit seiner Nachnominierung für das Test-Länderspiel gegen Deutschland und für das WM-Qualifikationsspiel gegen Kasachstan erstmals in die dänische A-Nationalmannschaft eingeladen.